# 门格海绵

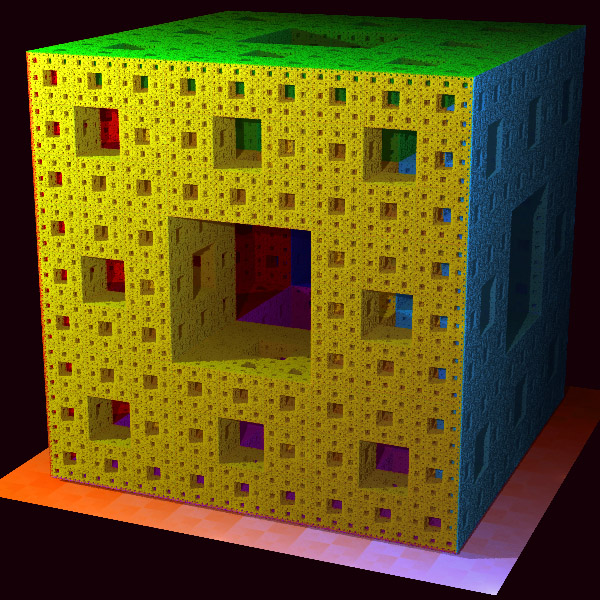
门格海绵

门格海绵（英語：Menger sponge）是分形的一种。它是一个通用曲线，因为它的拓扑维数为一，且任何其它曲线或图都与门格海绵的某个子集同胚。它有时称为门格-谢尔宾斯基海绵或谢尔宾斯基海绵。它是康托尔集和谢尔宾斯基地毯在三维空间的推广。它首先由奥地利数学家卡尔·门格在1926年描述，当时他正在研究拓扑维数的概念。

## 结构
门格海绵的结构可以用以下方法形象化：
1. 从一个正方体开始。（第一张图像）
2. 把正方体的每一个面分成9个正方形。这将把正方体分成27个小正方体，像魔方一样。
3. 把每一面的中间的正方体去掉，把最中心的正方体也去掉，留下20个正方体（第二张图像）。
4. 把每一个留下的小正方体都重复第1-3个步骤。

把以上的步骤重复无穷多次以后，得到的图形就是门格海绵。

## 性质
门格海绵的每一个面都是谢尔宾斯基地毯；同时，门格海绵与原先立体的任何一条对角线的交集都是康托尔集。 
门格海绵是一个闭集；由于它也是有界的，根据海涅-博雷尔定理，它是一个紧集。更进一步，门格海绵是不可数集，且具有勒贝格测度0。
门格海绵的拓扑维数是一，与任何曲线一样。门格在1926年证明了，它是一个通用曲线，就是说任何一维曲线都与门格海绵的一个子集同胚，这里的曲线是指任何勒贝格覆盖维数为一的紧度量空间。
门格海绵的豪斯多夫维为(ln 20) / (ln 3)（大约2.726833）。
门格海绵的表面积无穷大。

## 正式定义
正式地，门格海绵可以定义如下：
{\displaystyle M:=\bigcap _{n\in \mathbb {N} }M_{n}}
其中M0是单位立方体，且：
{\displaystyle M_{n+1}:=\left\{{\begin{matrix}(x,y,z)\in \mathbb {R} ^{3}:&{\begin{matrix}\exists i,j,k\in \{0,1,2\}:(3x-i,3y-j,3z-k)\in M_{n}\end{matrix}}\end{matrix}}\right\}}且i、j和k中最多只有一个等于1。